# Maine
 Denne artikel omhandler omhandler en delstat i USA. For den franske provins af samme navn, se Maine (provins).
Maine er en amerikansk delstat. Delstatens hovedstad er Augusta, mens Portland er den største by. Delstaten har 1.362.359(2020) indbyggere. 
Maine blev optaget som USA's 23. delstat den 15. marts 1820.

## Historie
Oprindelsen af navnet Maine er omdiskuteret. Et antal historikere er af den opfattelse, at området blev navngivet efter den franske provins Maine. Andre er af den opfattelse, at navnet kommer fra engelske bosættere på øerne ud for Maines kyst, der refererede til fastlandet (engelsk: mainland).
De oprindelige indbyggere i det område, der i dag udgør Maine, var algonquian-talende indianerstammer. Den første europæiske bosættelse i Maine blev grundlagt i 1604 af en gruppe franskmænd, der bl.a. omfattede den opdagelsesrejsende Samuel de Champlain. Franskmændene navngav hele området, også det senere Maine, Acadie. Engelske kolonister, der var sponseret af Plymouth Company bosatte sig i 1607. Det vestlige Maine blev til Maine-provinsen i 1622, og den østlige del, som var mindre befolket, blev i det 17. århundrede til Sagadahock-territoriet.
Provinsen blev en del af kolonien Massachusetts Bay-kolonien i 1652. Der blev kæmpet om Maine gentagne gange mellem franskmændene og englænderne i det 17. og det tidlige 18. århundrede. Efter franskmændenes nederlag i 1740'erne blev området øst for Penobscot-floden en del af Nova Scotia i det nuværende Canada. Amerikanske og britiske styrker kæmpede om Maines territorium under USA's uafhængighedskrig og den britisk-amerikanske krig i 1812. Maine-territoriet blev bekræftet som del af delstaten Massachusetts, da USA blev grundlagt, men grænsedragningen til britisk territorium blev ikke afgjort før 1842.
Eftersom Maine var geografisk adskilt fra resten af Massachusetts og områdets befolkning var stærkt stigende, blev Maine den 23. delstat i USA den 15. marts 1820 ved indgåelsen af Missourikompromiset, som optog både Maine og Missouri som delstater i USA samtidig med at balancen mellem slavestater og fristater blev opretholdt. Maines oprindelige hovedstad var Portland indtil 1832, hvor den blev flyttet til Augusta.

## Politik
Den lovgivende magt varetages af Maines parlament, som har to kamre, Repræsentanternes Hus med 151 medlemmer og Senatet med 35 medlemmer. Parlamentet fremsætter lovforslag og kan vedtage dem.
Den udøvende magt ledes af guvernøren, som p.t. er demokraten Janet Mills. Guvernøren vælges hvert fjerde år, og ingen person må varetage posten i mere end to sammenhængende perioder. Maines parlament kan med to tredjedele af stemmerne i begge kamre tilsidesætte et veto fra guvernøren.
I 1930'erne var Maine én af de få delstater, der blev domineret af republikanerne, og ved præsidentvalget i 1936 var det kun delstaterne Maine og Vermont, som  den demokratiske kandidat, Franklin D. Roosevelt, ikke vandt. I 1960'erne begyndte Maine at skifte mod demokraterne og i 1968 blev Hubert Humphrey den anden demokratiske kandidat, der vandt staten i 50 år. Siden har Maine været en svingstat, der hælder til venstre, og som har stemt demokratisk ved fire præsidentvalg i træk. Bill Clinton vandt staten to gange, Al Gore vandt i 2000 og John Kerry i 2004. Selv om demokraterne har fået delstatens støtte ved præsidentvalgene i de senere år, har republikanerne opretholdt deres kontrol i USA's senat, hvor begge senatorer fra Maine er republikanere. I Repræsentanternes Hus er begge medlemmer demokrater.
Ross Perot opnåede en del succes i Maine ved præsidentvalgene i 1992 og 1996. I 1992 blev Perot nummer to efter Bill Clinton, og i 1996 var Maine igen Perots bedste delstat.

## Geografi
Maine grænser mod syd og øst til Atlanterhavet, mod nord og nordøst til den canadiske provins New Brunswick og til Quebec mod nordvest. Maine er den nordligste delstat i New England og samtidig den største med næsten halvdelen af regionens areal. Maine er også den eneste delstat i det kontinentale USA, der kun har grænse til én anden delstat (New Hampshire mod vest). 
Delstaten er den tyndest befolkede øst for Mississippi-floden, og den kaldes også for Pine Tree State (fyrretræstaten) eftersom 90% af arealet er skovdækket. I det indre af delstaten findes ubeboede områder, der ikke tilhører nogen politiske enheder. Blandt disse er Northwest Aroostook det tyndest befolkede. På et område af 6.910 km², bor der kun 27 mennesker. 
Maine er kendt for sit dramatiske landskab langs den klippedominerede kystlinje, hvor der findes fyrtårne, sandstrande, fiskerlandsbyer og tusindvis af øer. Fra grænsen til New Hampshire i syd til grænsen til Canada i nordøst, er der kun ca. 365 km i luftlinje, mens den samlede kystlinje på strækningen er 5.630 km.
Bjerget Katahdin (el. Mount Katahdin) på 1.606 m i den nordlige del af Appalacherne er det højeste bjerg i Maine.
Der er én nationalpark i Maine, Acadia National Park.

### Klima
| 5 største byer | Befolkning i 2000 |
| -------------- | ----------------- |
| Portland       | 64.249            |
| Lewiston       | 35.690            |
| Bangor         | 31.473            |
| South Portland | 23.324            |
| Auburn         | 23.203            |

Maine har et fugtigt fastlandsklima med varme og fugtige somre. Vintrene er kolde og snefulde i hele delstaten, og de nordlige egne har det mest ekstreme vejr. Kystområdernes klima modereres noget af Atlanterhavet. De højeste temperaturer om dagen ligger mellem 24-27 °C i juli og i januar er de ca. 0 °C ved den sydlige kyst og -18 °C i nord.
Maine bliver af og til berørt af orkaner og tropiske storme, som dog typisk er aftaget i styrke, når de når delstaten, og få orkaner har ramt Maine direkte. Delstaten er den delstat øst for Rocky Mountains, som har færrest dage med tordenvejr, i gennemsnit mindre end 20 dage om året. Tornadoer er sjældne i Maine, og mindre end 2 tornadoer om året når området, og mest den sydlige del af delstaten  

## Økonomi
Bureau of Economic Analysis har anslået, at Maines bruttodelstatsprodukt i 2003 var 41  mia. USD, og den gennemsnitlige indkomst 29.164 USD, nr. 29 blandt USA's delstater.
Maines landbrugsprodukter omfatter fjerkræ, æg, mælkeprodukter, kvæg, blåbær, æbler, og ahornsukker. Kommercielt fiskeri, som en gang var hjørnestenen i delstatens økonomi, indhandler bl.a. hummer. Maines industrielle produktion består bl.a. i papir, tømmer og træprodukter, elektronisk udstyr, lædervarer, fødevarer, tekstiler og bioteknologi. Der er også nogen skibsværftsaktivitet.
Turisme spiller en stadig større rolle i Maines økonomi.
Maines havne spiller en væsentlig rolle i USA's transportsystem. I 1880 blev Portlands jernbaneforbindelser og isfri havn Canadas vigtigste vinterhavn indtil udviklingen af havnen i Halifax  i midten af 1900-tallet. I 2001 blev havnen i Portland den største i New England og overhalede dermed havnen i Boston.

## Demografi
I 2005 havde Maine et anslået befolkningstal på 1.321.505, hvilket var en stigning på 3,7% siden 2000. Portland er med forstæder det tættest befolkede område med ca. 20% af Maines indbyggere. Der er store ubeboede områder i delstatens indre.

### Ophav
De største ophavsgrupper er: fransk-amerikanere (22,8 %), engelsk-amerikanere (21,5 %), irsk-amerikanere (15,1 %), amerikanere (9,4 %) og tysk-amerikanere (6,7 %).
Maine har efter New Hampshire den største andel af fransk-amerikanere i USA.
Befolkningstællingen i 2000 viste, at 92,25 % af befolkningen over fem år har engelsk som modersmål. Maine har den største andel af folk med fransk som modersmål blandt alle USA's delstater, hvilket er et resultat af Maines stores fransk-canadiske befolkning. 5,28 % af husholdningerne i Maine taler fransk, sammenlignet med 4,68% i Louisiana. Derudover er fransk også administrativt sprog i Maine.

### Religion
De religiøse tilhørsforhold blandt befolkningen i Maine er:
- Kristne – 82 %
  - Protestanter – 56 %
    - Baptister – 16 %
    - Metodister – 9 %
    - Pinsebevægelsen – 6 %
    - United Church of Christ – 3 %
    - Lutheranere – 3 %
    - Andre protestanter – 18 %

  - Katolikker – 25 %
  - Andre kristne – 1 %
- Andre religioner – 1 %
- Ikke-religiøse – 17 %